# Erxleben
Erxleben è un comune tedesco di 2 788 abitanti situato nel land della Sassonia-Anhalt.
Il 31 dicembre 2009 vi è stato aggregato il comune di Bregenstedt e il 1º gennaio 2010 vi sono stati aggregati i comuni di Bartensleben, Hakenstedt e Uhrsleben.